# Санта Марија ин Пјетрафита (Римини)
Санта Марија ин Пјетрафита је насеље у Италији у округу Римини, региону Емилија-Ромања.
Према процени из 2011. у насељу је живело 560 становника. Насеље се налази на надморској висини од 29 м.